# Рамазанов, Мурат Ибраевич
Мурат Ибраевич Рамазанов (24 февраля 1949, Булаево, Северо-Казахстанская область, Казахская ССР, СССР) — советский и казахстанский математик, доктор физико-математических наук, профессор.

## Биография
В 1971 году окончил механико-математический факультет Казахского Национального Университета им. аль-Фараби (КазГУ им. С. М. Кирова), после чего начал свою трудовую деятельность в Карагандинском Государственном Университете, в котором работает по сей день.

## Научная и преподавательская деятельность
Специалист в области нагруженных дифференциальных уравнений в частных производных, интегральных уравнений и их приложений к прикладным задачам. В 1981 г. защитил кандидатскую диссертацию, а в 2006 г. – докторскую диссертацию.
В терминах (комплексного) спектрального параметра, являющегося коэффициентом нагруженного слагаемого, профессором М.И. Рамазановым выполнено описание резольвентного множества и спектра для спектрально-нагруженного параболического оператора, дана характеристика кратности собственных функций в пространстве ограниченных и непрерывных функций в зависимости от значения спектрального параметра. По результатам этих исследований издана монография «Нагруженные уравнения как возмущения дифференциальных уравнений». В последние годы М.И. Рамазанов вместе с сотрудниками ведет исследования по однородным краевым задачам теплопроводности в вырождающихся нецилиндрических областях. Установлено, что здесь, наряду с тривиальным решением, существуют и нетривиальные.
М. И. Рамазанов внес большой вклад в подготовке научных кадров. Под его научным руководством защищены 3 кандидатские диссертации, более 10-ти магистерских диссертаций. На данный момент М.И. Рамазанов является научным руководителем 3 докторантов PhD по специальности 6D060100 — «Математика». Также с его именем связаны научные исследования, проводимые в рамках грантового финансирования МОН РК: он руководитель темы №1164/ГФ4 «Неклассические задачи математической физики и сингулярные интегральные уравнения Вольтерры» (2014–2017 гг.), исполнитель темы №0823/ГФ4 «Спектрально-нагруженные операторы и их приложения» (2014–2017 гг.); исполнитель темы №0052/ПЦФ (международный) «Операторные методы решения общих краевых задач для уравнений с частными производными и их приложения» (2013–2015 гг.), в данный момент он является руководителем темы «Псевдо-Вольтерровые интегральные уравнения и неклассические эволюционные граничные задачи» ИРН проекта: AP05132262 (2018–2020 гг.). Долгие годы он является председателем Диссертационного совета по специальности 6D060100 — «Математика» при Карагандинском государственном университете имени академика Е.А. Букетова.

## Признание и награды
М. И. Рамазанов регулярно выступает с научными докладами на международных конгрессах, конференциях, симпозиумах, посвященных обсуждению современных проблем математики, которые проводятся в Республике Казахстан и за рубежом. Научные достижения М.И. Рамазанова опубликованы в рейтинговых журналах из базы Web of Science «Boundary Value Problems», «Siberian Mathematical Journal», «Advances in Difference Equations» и других изданиях по математике: «Дифференциальные уравнения» (Москва, РАН), «Сибирский математический журнал» (Новосибирск, СО РАН), Труды Института математики им. С. Л. Соболева (Новосибирск, СО РАН), Труды Института математики НАН Беларуси, в Трудах Международных математических конгрессов: г. Пекин, Хайдарабад (Индия) и других. За последние три года им опубликовано более 15 научных статей в высокорейтинговых журналах.
За большой вклад в науку М.И. Рамазанов был удостоен Государственной научной стипендии для ученых и специалистов, внесших выдающийся вклад в развитие науки и техники 2008–2010 гг., награжден нагрудным знаком «За заслуги в развитии науки Республики Казахстан», юбилейной медалью «40 лет КарГУ им. академика Е.А. Букетова», является обладателем гранта на звание «Лучший преподаватель вуза» (2009 г.). Лауреат Премии имени д-ра ф-м. н., профессора Т.Г. Мустафина, заслуженный работник Карагандинского государственного университета им. Е.А. Букетова; имеет ряд почетных грамот Акима Карагандинской области «За активное участие в общественно-политической жизни области и личный трудовой вклад в дело построения нового казахстанского общества», Национальной палаты предпринимателей РК «За большие заслуги перед казахстанской наукой и неоценимый вклад в развитие высшей школы, подготовку высокопрофессиональных специалистов для Республики Казахстан». М.И. Рамазанов вошел в ТОР-50 Генерального рейтинга ППС вузов РК с баллом 1500 (Национальный рейтинг востребованности вузов РК – 2018, Астана, 2018).